# Mimegralla cocoensis
Mimegralla cocoensis är en tvåvingeart som beskrevs av Mcalpine 1998. Mimegralla cocoensis ingår i släktet Mimegralla och familjen skridflugor. Inga underarter finns listade i Catalogue of Life.